# Jack Bond (rugbysta)
Jack Bond (ur. 24 maja 1920 w Carterton, zm. 29 lipca 1999 w Christchurch) – nowozelandzki rugbysta, reprezentant kraju.
Na początku lat czterdziestych zyskał miejsce w regionalnej drużynie Canterbury, w której występował do roku 1952. Zdobył wraz z nią Ranfurly Shield w 1950 roku, a także zagrał przeciwko reprezentacyjnym zespołom – Australii oraz British and Irish Lions podczas ich tournée w roku 1950.
Był członkiem zespołu nowozelandzkiej armii, wraz z takimi zawodnikami jak John Simpson, John Smith, Fred Allen i Bob Scott, który w latach 1945–1946 odbył tournée po Europie, a podczas niego wystąpił dziewiętnaście razy. Uczestniczył w sprawdzianach nowozelandzkiej reprezentacji w latach 1947 i 1948, jednak nie otrzymał wówczas powołania. Jego jedyny występ dla All Blacks nastąpił w roku 1949 w przegranym na Eden Park spotkaniu z Wallabies.